# Gelsenkirchener Bergwerks-AG
Gelsenkirchener Bergwerks-AG (GBAG) var et tysk mineselskab med hovedsæde i Gelsenkirchen og senere Essen. Selskabet blev grundlagt den 3. januar 1873 med en aktiekapital på 4,5 mio. thaler. For en pris af 4,2 mio. thaler købte selskabet stenkulslejerne Rheinelbe og Alma, som lå i kommunerne Ückendorf, Leithe, Gelsenkirchen, Bulmke, Hüllen og Röhlinghausen.
Selskabets oprindelige målsætning gik ud på at bringe alle helt eller delvist udenlandsk ejede kulminer i Gelsenkirchen under tysk ledelse. Efter erhvervelsen af "Aachener Hütten-Aktien-Vereins Rothe Erde" og "Schalker Gruben- und Hüttenverein" AG i 1907 var GBAG det tyske mineselskab, som producerede mest kul. I 1916 anskaffedes desuden "Hüstener Gewerkschaft".
Bestyrelsesformand var i perioden mellem 1893 og 1926 Emil Kirdorf. I denne periode ekspanderede GBAG med støtte fra August Thyssen og Hugo Stinnes ved opkøb af rederier, kulhandelsvirksomheder og rørværker til en vertikalt integreret minedriftskoncern. I 1920 blev selskabet fusioneret med Stinnes-virksomheden Deutsch-Luxemburgische Bergwerks- und Hütten-AG og Bochumer Verein til Rhein-Elbe-Union GmbH.
I 1926 blev GBAG en del af Vereinigte Stahlwerke AG. Sammen med Thyssens kulminer og Phoenix-gruppen udgjorde de frem til udgangen af 1933 de 41 kulminer i minedivisionen i Vereinigten Stahlwerke med hovedkvarter i Essen.
I december 1933 blev kulminerne udskilt i et selvstændigt datterselskab under Vereinigten Stahlwerke med det traditionsrige navn  Gelsenkirchener Bergwerks-AG. Det 'nye' GBAG blev opdelt i fire grupper, som havde egen administration (Stand 1936):
- Gruppe Dortmund medt 8 aktive skaktanlæg (produktion 28.300 t/d): Erin, Westhausen, Hansa, Adolf von Hansemann, Zollern 1/3, Zollern 2/4, Minister Stein og Fürst Hardenberg. Administrationen lå i det tidligere Union, AG für Bergbau, Eisen- und Stahl-Industries administrationsbygning.
- Gruppe Bochum med 6 aktive skaktanlæg (produktion 19.400 t/d): Bruchstraße, Dannenbaum, Prinz Regent, Friedlicher Nachbar, Engelsburg og Carolinenglück
- Gruppe Gelsenkirchen med 6 skaktanlæg (produktion 37.500 t/d): Nordstern, Graf Moltke, Holland, Pluto, Zollverein 12 og Bonifacius
- Gruppe Hamborn med 5 aktive skaktanlæg (produktion 27.200 t/d): Friedrich Thyssen 4/8, Westende, Beekerwerth, Friedrich Thyssen 2/5 og Lohberg.

Som følge af den intensive gasudvinding i koksanlæggene og Giktgas-producerende højovne deltog GBAG desuden med 26% i det i 1926 grundlagte Ruhrgas AG.
I 1940 blev der udstedt aktier i et datterselskab Gelsenberg Benzin, der som formål og ejere angav: Fremstilling af kulbaserede drivmidler. Det var grundlagt den 18. december 1936, og alle aktier tilhørte stifterne: Vereinigte Stahlwerke AG, Düsseldorf; Gelsenkirchener Bergwerks-AG Essen, August-Thyssen-Hütte AG, Duisburg-Hamborn, Bochumer Verein für Gußstahlfabrikation AG, Bochum, Dortmund-Hoerder Hüttenverein-AG, Dortmund. Denne virksomhed blev efter krigen ændret til handle med benzin og olie i det tidligere VEBA, senere E.ON.
Under 2. verdenskrig havde GBAG i lighed med mange andre tyske virksomheder tvangsarbejdere. Til dette formål blev Gelsenberg-lejren etableret på Gelsenberg Benzin AG's arealer, som en filial af koncentrationslejren i Buchenwald.
I forbindelse med at de allierede efter 2. verdenskrig opsplittede mineindustrien i mindre enheder blev GBAG genoplivet i 1953 som et rent holdingselskab. Der blev dannet selvstændige selskaber af de tidligere grupper, som imidlertid ikke alle var levedygtige. I
1962 beskæftigede koncernen 66.000 medarbejdere og havde en årlig omsætning på 3 mia. DM.
Fra 1965 faldt omsætningen og beskæftigelsen. Dele af virksomheden blev senere til dele af Thyssen-koncernen, RWE og E.ON. Til sidst kom navneændringen til Gelsenberg AG og virksomheden blev i 1975 overtaget af VEBA.